# Gustavo Rodrigues
Gustavo Cesar Rodrigues (São Paulo, 9 de abril de 1995) es un jugador de balonmano brasileño que juega de lateral derecho en el Chambéry Savoie Handball. Es internacional con la selección de balonmano de Brasil.
Su primer gran campeonato con la selección fue el Campeonato Mundial de Balonmano Masculino de 2019.

## Palmarés

### Selección nacional
| Juegos Panamericanos                      | Juegos Panamericanos | Juegos Panamericanos | Juegos Panamericanos |
| Año                                       | Lugar                | Medalla              |                      |
| ----------------------------------------- | -------------------- | -------------------- | -------------------- |
| 2023                                      | Santiago de Chile    | Medalla de plata     |                      |
| Campeonato Sudamericano y Centroamericano |                      |                      |                      |
| Año                                       | Lugar                | Medalla              |                      |
| 2020                                      | Brasil               | Medalla de plata     |                      |
| 2022                                      | Brasil               | Medalla de oro       |                      |
| 2024                                      | Buenos Aires         | Medalla de oro       |                      |

## Clubes
| Club                       | País     | Año       |
| -------------------------- | -------- | --------- |
| EC Pinheiros               | Brasil   | 2012-2015 |
| FC Oporto                  | Portugal | 2015-2017 |
| US Créteil HB              | Francia  | 2017-2019 |
| Pontault-Combault Handball | Francia  | 2019-2021 |
| Chambéry Savoie Handball   | Francia  | 2021-Act. |